# Jean-Louis Pierre Tauran
Jean-Louis Pierre Tauran (Bordeaux, 5 de abril de 1943 – Hartford, 5 de julho de 2018) foi um cardeal francês, Presidente-Emérito do Pontifício Conselho para o Diálogo Inter-Religioso e camerlengo da Câmara Apostólica.
Em 13 de março de 2013, foi encarregado de anunciar ao mundo a escolha do Papa Francisco, com a célebre frase Habemus Papam.

## Biografia
Nascido em Bordeaux, França, seu nome de batismo é Louis-Pierre. Ele recebeu o sacramento da confirmação em 5 de junho de 1955, a partir de Paul-Marie-André Richaud, arcebispo de Bordeaux, futuro cardeal.
Estudou na Pontifícia Universidade Gregoriana, em Roma (licenciado em filosofia e teologia, e doutorado em Direito Canônico de 1973) e no Instituto Católico de Toulouse. Também estudou na Pontifícia Academia Eclesiástica, em Roma. Além de seu francês nativo, ele fala espanhol, inglês e italiano.

## Vida religiosa

### Padre
Ordenado padre em 20 de setembro de 1969, em Bordeaux, por Marius Maziers, arcebispo de Bordeaux. Foi pároco na arquidiocese de Bourdeaux. Entrou no serviço diplomático da Santa Sé em 1975. Secretário da Nunciatura, na República Dominicana, entre 1975 e 1978. Secretário da Nunciatura no Líbano, entre 1979 e 1983. Foi membro no Conselho para os Assuntos Públicos da Igreja a partir de julho de 1983. Participou de missões especiais no Haiti, de 1984 e Beirute e Damasco, em 1986. Membro da delegação da Santa Sé para as reuniões da Conferência sobre Segurança e Cooperação Europeia, Conferência sobre o Desarmamento, em Estocolmo, na Suécia e no Fórum Cultural em Budapeste, na Hungria, e suas sucessivas reuniões em Viena.

### Episcopado
Eleito arcebispo-titular de Telepte e nomeado secretário da Secretaria de Estado para as Relações com os Estados, em 1 de dezembro de 1990. Foi consagrado em 6 de janeiro de 1991 na Basílica de São Pedro, pelo Papa João Paulo II, assistido por Giovanni Battista Re, arcebispo-titular de Vescovio, substituto da Secretaria de Estado, e Justin Francis Rigali para, arcebispo-titular de Bolsena, secretário da Congregação para os Bispos. Seu lema episcopal é Veritate et caritate.

### Cardinalato
Foi criado cardeal-diácono no consistório de 21 de outubro de 2003, recebendo o barrete e a diaconia de Santo Apolinário nas Termas Neronianas-Alessandrinas. Foi nomeado Arquivista e Bibliotecário da Santa Igreja Romana em 24 de novembro de 2003, cargo que exerceu até 25 de junho de 2007. Participou, como representante do papa, na inauguração do novo Museu do Holocausto Yad Vashem, em Jerusalém, em 15 de março de 2005.
Foi o enviado especial do Papa às celebrações centrais do Extraordinário Ano Jubilar da Diocese de Le Puy-en-Velay, na França, ocorrido em 29 de maio de 2005, na Basílica Catedral de Notre Dame du Puy. Participou da X Assembleia Geral Ordinária do Sínodo dos Bispos, na Cidade do Vaticano, em 2 a 23 de outubro de 2005, por nomeação papal. Presidente do Conselho Pontifício para o Diálogo Inter-religioso em 25 de junho de 2007, assumiu o cargo em 1 de setembro de 2007. Participou ainda da XII Assembleia Geral Ordinária do Sínodo dos Bispos, na Cidade do Vaticano, entre 5 a 26 de outubro de 2008, sobre "A Palavra de Deus na vida e na missão da Igreja".
Foi o enviado especial do Papa às cerimônias conclusivas do Ano Paulino em 29 de junho de 2009, na Turquia. Participou da Segunda Assembleia Especial para a África do Sínodo dos Bispos, de 4 a 25 de outubro de 2009, na Cidade do Vaticano, sobre o tema " A Igreja na África, ao serviço da reconciliação, da justiça e da paz: Vós sois o sal da terra, você é a luz do mundo". Foi também o enviado especial do Papa para a celebração do milênio da Abadia de Saint-Pierre de Solesmes, na França, ocorrido em 12 de outubro de 2010. Participou da Segunda Assembleia Especial para o Oriente Médio do Sínodo dos Bispos, de 10 a 24 de outubro de 2010, na Cidade do Vaticano, como membro eleito do Conselho Especial para o Oriente Médio da Secretaria Geral do Sínodo dos Bispos, 23 de outubro de 2010. Em 23 de novembro de 2010, ele recebeu um doutorado honoris causa do Institut Catholique de Paris. Confirmado pelo Papa Bento XVI no ofício do cardeal protodiácono no consistório de 21 de fevereiro de 2011. Há alguns anos começou a sofrer com o que foi diagnosticado como mal de Parkinson. Em 19 de junho de 2012, ele foi confirmado por cinco anos como presidente do Pontifício Conselho para o Diálogo Inter-Religioso.
Como cardeal-protodiácono, foi ele quem anunciou ao mundo a eleição do novo papa e seu nome papal, no Conclave de 2013. Ele impôs o pálio sobre o Papa Francisco na inauguração do ministério petrino do pontífice em 19 de março de 2013. Em 15 de abril de 2013, ele foi nomeado enviado especial do Papa às celebrações do quarto centenário da chegada do ícone da Virgem Maria em Budslau, Bielorrússia, ocorrido em 5 e 6 de julho de 2013, no Santuário Nacional, que se encontra no território da Arquidiocese de Minsk-Mohilev. Em 26 de junho de 2013 o papa o nomeou membro da Pontifícia Comissão Relativamente ao Instituto para as Obras de Religião (Banco do Vaticano). Em 24 de agosto de 2013 foi nomeado enviado especial do Papa às celebrações do primeiro centenário da Arquidiocese de Lille, na França, que tiveram lugar em 26 e 27 de outubro de 2013. Foi confirmado como membro da Congregação para os Bispos em 16 de dezembro de 2013.
Em 12 de junho de 2014, passou para o grupo de cardeais-presbíteros, mantendo seu título pro hac vice.
Em 20 de dezembro de 2014, o Papa Francisco nomeou-o Camerlengo da Santa Igreja Romana.

## Conclaves
- Conclave de 2005 - participou da eleição do Papa Bento XVI
- Conclave de 2013 - participou da eleição do Papa Francisco como cardeal-Protodiácono